# U-388
U-388 je bila nemška vojaška podmornica Kriegsmarine, ki je bila dejavna med drugo svetovno vojno.

## Zgodovina
Podmornica je svojo pot začela kot del 5. podmorniške flotilje, ki je bila šolska flotilja Kriegsmarine. Po končanem usposabljanju je bila dodeljena 9. podmorniški flotilji.
Na svojo prvo bojno plovbo je izplula 8. junija 1943 iz Kiela.
20. junija je podmornico jugovzhodno od Grenlandije odkrila ameriška leteča ladja Catalina in jo potopila z globinskimi bombami.
Umrlo je vseh 47 članov posadke.

## Poveljniki
| Poveljniki |             |            |                                    |
| Št.        | Čin         | Ime        | Poveljstvo                         |
| 1.         | Nadporočnik | Peter Sues | 31. december 1942 - 20. junij 1943 |

## Tehnični podatki
| Kategorije                                    | Podatki                       |
| --------------------------------------------- | ----------------------------- |
| Teža (t): na površju pod površjem polna Teža  | 769 871 1.070                 |
| Dolžina (m) - tlačni trup (m)                 | 67,10 - 50,50                 |
| Širina (m) - tlačni trup (m)                  | 6,20 - 4,70                   |
| Izpodriv (m)                                  | 4,74                          |
| Višina (m)                                    | 9,6                           |
| Moč (hp): na površju pod podvršjem            | 3.200 750                     |
| Hitrost (vozlov): na površju pod podvršjem    | 17,7 7,6                      |
| Doseg (milja/vozel): na površju pod podvršjem | 8.500/10 80/4                 |
| Torpeda/Torpedne cevi                         | 14/5 (4 na premcu, 1 na krmi) |
| Krovni top (mm)                               | 88                            |
| Mine                                          | 26 TMA                        |
| Posadka                                       | 44-52                         |
| Maksimalni potop (m)                          | 220                           |